# Coltauco
Coltauco (del mapudungún: koltraw/kolchaw (renacuajo) ko (agua) ‘Agua de renacuajos’‘’) es una comuna de la zona central de Chile, ubicada en la región del Libertador General Bernardo O'Higgins, específicamente en la provincia de Cachapoal.
Integra junto con las comunas de Codegua, Coinco, Doñihue, Graneros, Machalí, Malloa, Mostazal, Olivar, Quinta de Tilcoco, Rancagua, Rengo, Requínoa el distrito electoral N.º 15 y pertenece a la 9.ª circunscripción senatorial (O'Higgins).

## Etimología
Coltauco significa Agua de Renacuajos en mapudungún (koltraw/kolchaw [renacuajo], y ko [agua]), esto debido a la cantidad de vertientes, pantanos y humedales que se generaban a raíz de la cercanía con el Río Cachapoal, y que hacía que fuera muy propicio para la reproducción de estos anfibios.

## Historia
Su origen, o los primeros antecedentes de la comuna, se remontan a la época de la conquista española, donde se estableció en esta zona Melchora de los Reyes, la que vendió su propiedad, la hacienda “San José de Coltauco” al Capitán español Don Miguel de Zamorano, quién se casó con doña Juana Dinamarca, allá por el año 1726.
Esta hacienda, por el año 1731 se convirtió en un pequeño Villorrio, gracias a lo dispuesto en el testamento de Miguel de Zamorano, que señalaba que cuando uno de sus hijos contraía matrimonio recibía como dote una porción de terreno, con la finalidad de que lo habitara y trabajara.
Posteriormente, en el año 1767 fue creada la viceparroquia de Coltauco por el padre Antonio Zúñiga, párroco de Peumo. Con esto, la administración del pueblo, que en esa época era labor de los curatos, queda en manos de la parroquia de Peumo.
Fue erigida como parroquia el 13 de octubre de 1824 por el gobernador del Obispado de Santiago, José Ignacio Cienfuegos y Arteaga, desmembrándola de Peumo. Y la parroquia tuvo como titular la Virgen de la Merced, y su primer párroco fue Juan de Dios Olmedo quien la sirvió por casi diez años.
El 22 de diciembre de 1891, bajo la presidencia de José Manuel Balmaceda, se promulgó la Ley de Comuna Autónoma que, junto con el Decreto de Creación de Municipalidades, estableció 195 municipalidades en una o más subdelegaciones dentro de un departamento, Así, Coltauco se conformó como comuna, y posteriormente el pueblo recibe el título de Villa el 1 de septiembre de 1899, por instrucción del Presidente Federico Errazuriz Echaurren.
“Coltauco.- Su territorio comprenderá las subdelegaciones 5.a Idahue, 6.a Coltauco, 7.a Almendro i 8.a Parral, del departamento de Cachapoal, con los límites que les asigna el decreto de 1° de octubre de 1884.” (Ministerio del Interior, 1891)
El 6 de marzo de 1894 se realizan las primeras elecciones de alcalde en la comuna recién creada.

## Medio ambiente

### Geomorfología y componentes abióticos

Trazado simplificado de los ecosistemas y cuerpos de agua presentes en la comuna de Coltauco.

La comuna de Coltauco se encuentra emplazada en las unidades geomorfológicas de Cuenca de Rancagua y Cordillera de la costa; y presenta según la clasificación climática de Köppen clima mediterráneo de lluvia invernal (Csb) y clima mediterráneo de lluvia invernal de altura (Csb (h)). Esta además se halla en la cuenca hidrográfica de río Rapel. Además, la comuna posee diversos cuerpos de agua, entre los que se destacan el río Cachapoal.

### Componentes bióticos
Dentro del territorio de la comuna se pueden hallar los siguientes ecosistemas:
- Bosque caducifolio mediterráneo costero donde predominan Nothofagus macrocarpa y Ribes punctatum (Vulnerable)
- Bosque esclerófilo mediterráneo andino donde predominan Quillaja saponaria y Lithrea caustica (Vulnerable)
- Bosque esclerófilo mediterráneo costero donde predominan Cryptocarya alba y Peumus boldus (Vulnerable)

### Medidas de protección ambiental y conflictos socioambientales
Hasta 2022, la comuna de Coltauco cuenta con las siguientes zonas que cuentan con algún nivel de protección ambiental:
- Alhué (Paisaje de Conservación)[11]
- Cordón de Cantillana (Sitios Ley 19.300)[12]
- Humedal Estero Purén-Idahue (Humedal urbano)[13]
- Cordillera de la costa Norte y Cocalán (Sitios Ley 19.300)[14]
- Parque Nacional Palmas de Cocalán (parque nacional)[15]
- Santuario de la Naturaleza Cerro Poqui (Santuario de la Naturaleza)[16]

La contaminación del Río Cachapoal por parte de la minería instalada aguas arriba, hizo que se perdieran muchos anfibios y especies acuáticas, los que con el tiempo y mayor explotación de recursos naturales, obras de drenaje, agricultura con uso de agroquímicos y venenos, no pudieron recuperarse.

### Clima
La temperatura máxima histórica registrada en Coltauco fue de 40,0 °C, ocurrida el 26 de enero de 2019.

## Demografía
La comuna de Coltauco abarca una superficie de 225 km². Habita en ella una población de 17.121 habitantes (censo año 2002), correspondientes a 8.465 mujeres y 8.656 hombres. Acoge a un 2,08% de la población total de la región. De sus habitantes, un 34,34% corresponde a población rural y 65,66% a población urbana.
Para el censo de 2017, la comuna contaba con 19.597 habitantes, de los cuales 9.791 son mujeres y 9.806 hombres.
La mayor cantidad de población se ubica en zonas urbanizadas, y el crecimiento demográfico ha sido principalmente sobre tierras de cultivo e importantes vertientes.

### Localidades de la comuna
La Comuna consta con una serie de localidades, ordenadas de norte a sur, y sus nombres tienen los siguientes orígenes:
- Quimávida: En honor a estancia de don Don José de las Cuevas y Cárdenas, hacendado y terrateniente.
- Lo de Cuevas: el nombre de la localidad se debe al terrateniente criador de caballos don Pedro de las Cuevas y Guzmán.
- Viña La Cruz: fundo vitivinícola de la comuna que se situaba en el deslinde con la comuna de Doñihue.
- Hijuela del Medio: Resultado de una división de herencia del fundo de doña Rosa Ovalle de Vial.
- Los Bronces: El nombre de la localidad se debe al antiguo criadero de caballos "Los Bronces" fundado en 1886 por don Diego Vial Guzmán, que figura en el número 1 de registros genealógicos de caballo Chileno.
- Loreto: El sector de Loreto le debe su nombre a su benefactora la Señora Loreto Sánchez Montes, quien al morir el 27 de marzo de 1895 entregó al Arzobispado de Santiago todos sus bienes con la condición de que se construyera un Hospital en dos cuadras de terreno que cedió para tales efectos y que se encontraban colindantes al otrora fundo Las Acacias.
- El Molino: no es una localidad, es una calle donde existía un antiguo molino de granos, actualmente es la calle de ingreso a zona de fundos y que va hacia hijuela del medio. El nombre El Molino se suele dar de forma popular por gente que habita cerca del cruce entre carretera H30 y calle El Molino, como punto de referencia, pero es parte de la localidad de Loreto.
- Parral: su nombre se debe al enorme fundo El Parral de Doñihue, propiedad de don Don José de las Cuevas y Cárdenas, hacendado y terrateniente. En sus orígenes, esta gran hacienda tenía una extensión en los actuales sectores de Parral, Purén, Rinconada de Parral, Hijuela del Medio, Lo de Cuevas y Los Bronces aproximadamente.
- Rinconada de Parral: sector de Parral, denominado así ya que se encuentra más escondida y lejana hacia los cerros.
- Purén: Debido al agua pura de las vertientes que en este sector abundaban.
- Parral de Purén: zona cercana a Purén, donde deslindaba el enorme fundo de parral.
- Montegrande: Debido a la abundante agua del sector y exposición solar favorecía a los árboles y matorrales expresar un gran crecimiento.
- Almendro: Existencia de extensas plantaciones de Almendrales, las cuales ya no existen.
- Lo Ulloa: por una familia que tenía extensas propiedades en ese sector.
- San Luis: en honor religioso de santoral católico San Luis.
- Idahuillo: en el sector se encontraba un fundo del mismo nombre, y que se denomino así como un diminutivo español de "Idahue"
- Idahue: Idahue significa 'lugar de piedras de afilar' en mapudungún (ida [piedra de afilar], y hue [lugar]), esto debido a las piedras que se podían obtener los nativos de los cerros del lugar. Es uno de los lugares que tenía mayor asentamiento humano hacia el año 1800.
- Rinconada de Idahue: sector de Idahue, denominado así ya que se encuentra más escondida y lejana hacia los cerros.
- Pampa de Idahue: sector de Idahue, denominado así porque se encuentra a mayor altura que el resto de la población, y son extensiones de tierra relativamente planas.
- Cuesta de Idahue: sector de Idahue, denominado así ya que se encuentra en la cuesta que une Coltauco con Peumo.

## Administración

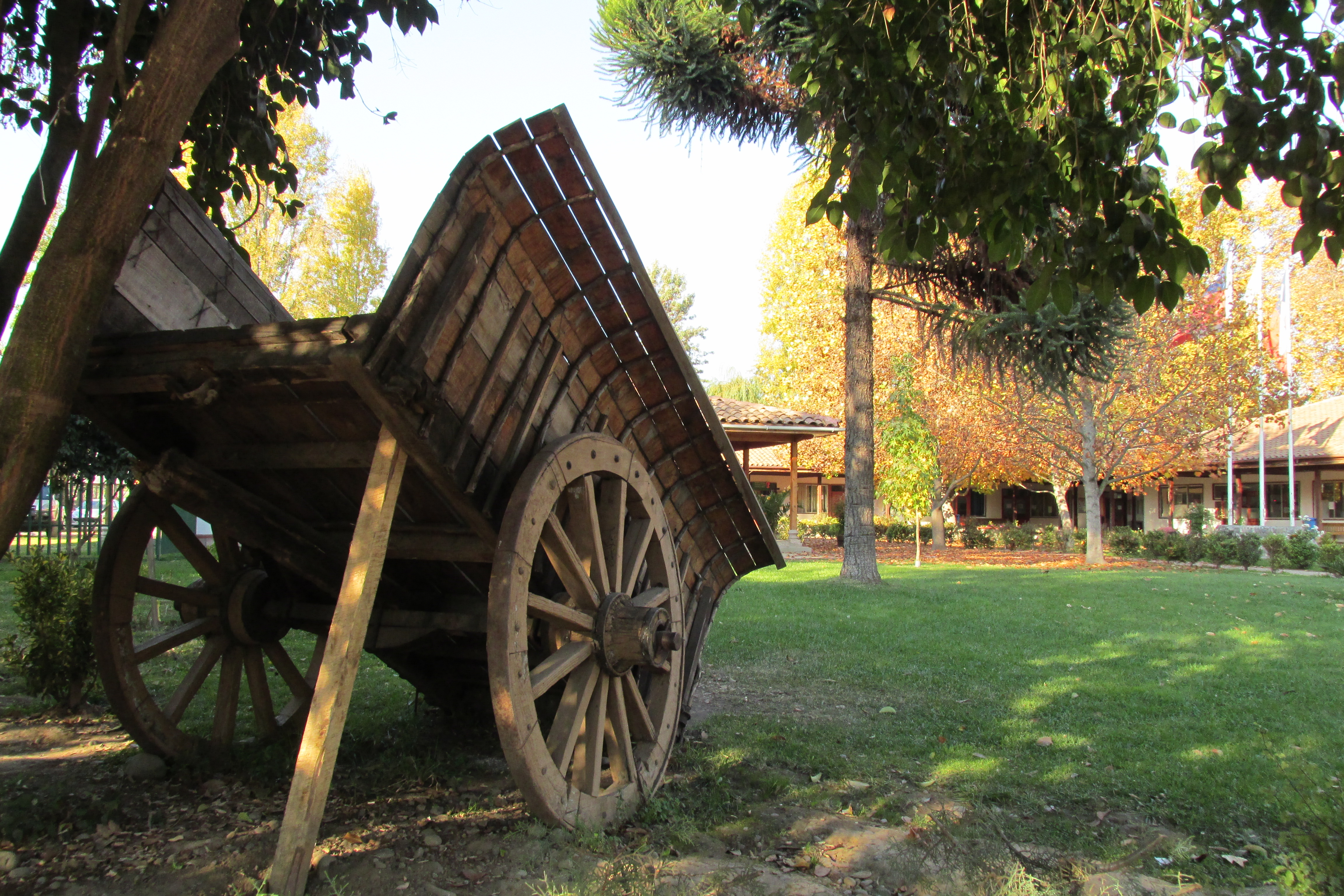
Frontis del edificio de la Municipalidad de Coltauco

Coltauco pertenece al distrito electoral N.º 15, que integra junto a las comunas de Rancagua, Graneros, Mostazal, Codegua, Machalí, Olivar, Requínoa, Malloa, Quinta de Tilcoco, Rengo, Coinco y Doñihue. Asimismo, pertenece a la VIII circunscripción senatorial. Es representada en el Senado por Javier Macaya de la UDI, Alejandra Sepúlveda de FREVS y Juan Luis Castro del PS. Asimismo, está representada en la Cámara de Diputados por Diego Schalper Sepúlveda de RN, Raúl Soto Mardones del PPD y las independientes Marcela Riquelme, Natalia Romero y Marta González.
La Ilustre Municipalidad de Coltauco es dirigida por el alcalde Félix Sánchez (RN), el cual es asesorado por los concejales:
- José Manuel Vial
- Teresa Echeverría Medina
- Hemardo Sánchez Huerta
- Sandra Martínez Salas
- Leicy Rivera Abarca
- Otilio Zúñiga Acevedo

## Servicios públicos

### Educación
En Coltauco Centro, se encuentra la mayor demanda de colegios en la comuna. Los principales colegios son los siguientes:
- Liceo Berta Zamorano Lizana, comúnmente en la zona se le denomina C40 (municipal),
- Escuela F 84 (municipal),
- Instituto Monseñor Lecaros (Particular/Subvencionado),
- Colegio Amada Sofía García (Particular Subvencionado).

También cada localidad tiene escuelas municipales (Escuela de Almendro, Escuela de Parral, Escuela de Lo Ulloa, Escuela de Idahue, etc.)

## Deportes
El trekking o excursionismo es una actividad física que consiste en caminar por escenarios naturales, la Comuna de Coltauco presenta las condiciones necesarias para realizar esta actividad al aire libre como también senderismo, runig, actividades de turismo fotográfico, observación ya que sus recursos naturales son de un valor único en la región.    

### Fútbol
La comuna de Coltauco ha tenido a un club participando en los Campeonatos Nacionales de Fútbol en Chile.
- Alianza de Coltauco (Cuarta División 1989-1990).

## Personajes destacados
Desde aquí en adelante la comuna se ha ido desarrollando gracias a su gente y a importantes personajes que han aportado a su crecimiento, en donde podemos destacar a:
- Pedro de la Cuevas. Fundador y arquitecto de la línea de caballos “cuevana”, la más famosa y antigua estirpe de caballos de raza pura chilena. Y proveía caballos a Manuel Rodríguez y los hermanos Carrera para liberar a Chile de la Corona Española.
- Loreto Sánchez. Quien dejó toda su herencia para la construcción del Hospital del Tránsito de la Santísima Virgen, más conocido como el Hospital de Loreto. Sector que debe su nombre a esta distinguida dama.
- Amada Sofía García. Que en su testamento indica “Encargo a mi heredero, la fundación de una obra pía que se denominará “Amada Sofía García”, tendrá por objeto crear, mantener y desarrollar en el pueblo de Coltauco una Escuela de Niñas en la cual se de a las educandas una sólida formación religiosa en la fe católica”. Base fundamental para la llegada de las Religiosas de Santa Marta en 1954.
- Monseñor Ramón Lecaros Maldonado. Cura párroco por más de 36 años en la comuna, siempre dedicado a la ayuda del prójimo y a la fe por Dios, fundó la escuela Amada Sofía García, administró la escuela parroquial Francisco Javier Lizana, creó las Colonias de verano a la playa de Matanzas, fundó del cuerpo de Bomberos de la Comuna de Coltauco, entre muchas otras obras.
- Berta Zamorano Lizana. Descendiente directa del Capitán Miguel de Zamorano, fue una distinguida maestra que sobresalió por su bondad y amor a los niños, docente con una acendrada vocación que dejó una profunda huella en el pueblo de Coltauco y pionera al plantear la necesidad de que dicha comunidad contase con una unidad educativa de la modalidad Técnico Profesional. Actualmente el liceo técnico profesional de la comuna lleva su nombre.
- Osvaldo Ruíz García. Fue militar y alcanzó altos grados en el Ejército; se desempeñó con brillo como Intendente de Colchagua; fue alcalde de Coltauco. Demostró en estas labores, una preocupación extraordinaria por la Comuna y muy especialmente, por los problemas educacionales y el buen funcionamiento de las escuelas. Falleció el mismo día en que los coltauquinos habían ratificado su mandato por un nuevo período.
- Miguel Vial Echeñique: Abogado de profesión, fue el responsable de introducir en Coltauco la plantación de fruta de exportación, uno de los pilares fundamentales de la economía de la comuna. También fue profesor de la escuela parroquial, administrador del Hospital de Loreto, fundador de la Cruz Roja, y participó de muchas labores administrativas que se le encomendaron en la comuna.